# デニス・ブアンガ
デニス・ブアンガ（Denis Bouanga, 1994年11月11日 - ）は、フランス・ペイ・ド・ラ・ロワール地域圏サルト県ル・マン出身のサッカー選手。ロサンゼルスFC所属。ガボン代表。ポジションはミッドフィールダー。

## 経歴

### クラブ経歴
2018年7月、ニーム・オリンピックと3年契約を結んび、300万ユーロで移籍した。背番号は10番。同シーズン終了後には、試合中にファールを犯したキリアン・エムバペについて苦言を呈している。
2019年7月9日、ASサンテティエンヌに移籍した。
2022年8月5日、ロサンゼルスFCに移籍した。

### 代表歴
2016年5月28日のモーリタニア代表戦でA代表デビュー。アフリカネイションズカップ2017のメンバーにも選出された。

## タイトル

### クラブ
ロサンゼルスFC
- MLSカップ：2022
- サポーターズ・シールド：2022

### 個人
- CONCACAFチャンピオンズリーグ得点王：2023